# Коронель-Росалес
Округ Коронель-Росалес (ісп. Coronel de Marina Leonardo Rosales) — адміністративно-територіальна одиниця 2-ого рівня у провінції Буенос-Айрес в центральній Аргентині. Адміністративний центр округу — Пунта-Альта (ісп. Punta Alta).
Населення округу становить 62152 особи (2010). Площа — 1312 кв. км.

## Історія
Округ заснований у 1945 році.

## Населення
У 2010 році населення становило 62152 особи. З них чоловіків — 30413, жінок — 31739.

## Політика
Округ належить до 6-ого виборчого сектору провінції Буенос-Айрес.